# Portus

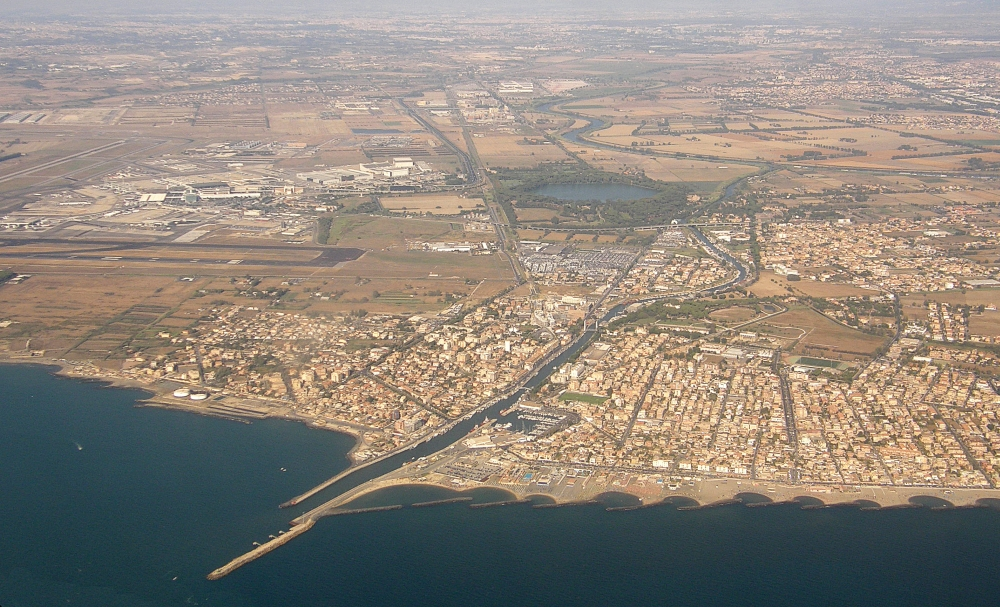
Portus

Portus o Portus Romanus fue un antiguo puerto de la ciudad clásica de Roma, erigido por orden del emperador Claudio en el año 46. Fue construido cerca de la desembocadura del río Tíber, en la margen derecha del río, a pesar de que, según las fuentes clásicas, los expertos de la época desaconsejaron esta localización, ya que dicha zona estaba frecuentemente cubierta de arena.

## Origen y evolución

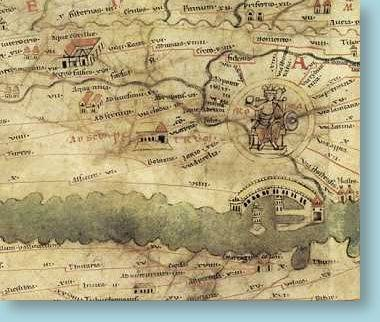
Portus en la Tabula Peutingeriana.

El nuevo puerto debía sustituir al anterior puerto fluvial de Ostia, situado en la margen izquierda del Tíber frente a Portus, y que acabó siendo prácticamente inutilizable para barcos de gran calado debido a la acumulación de los detritos depositados a lo largo del tiempo en la desembocadura del Tíber. Por tanto, era necesario un nuevo complejo portuario que asegurase a Roma el suministro tanto de productos alimenticios (trigo, aceite, etc.) como de materiales de construcción (piedras y mármoles raros y costosos usados para enriquecer y adornar la capital imperial) o artículos de lujo, que remontaban el río Tíber hasta Porta Portese.
El puerto estaba constituido por dos muelles que formaban un semicírculo, dentro del cual se hallaba un imponente faro construido con el casco del barco que transportó desde Egipto el obelisco destinado al Circo de Nerón en la Colina Vaticana.
El posterior desarrollo del puerto fue favorecido por el emperador Trajano, quien en el año 112 d. C. mandó reparar la obra empezada por Claudio, por entonces ya cubierta de arena, tal como los expertos habían predicho. De esta forma, se realizó una nueva cuenca de forma hexagonal, conectada al puerto de Claudio mediante un canal situado al sudoeste del nuevo puerto. El sistema de canalizaciones realizado durante el reinado de Claudio aseguraba la conexión fluvial con Roma a través de un segundo canal que enlazaba el puerto con el río Tíber, conocido como Fossa Traianea, a la vez que también era posible alcanzar la capital por la ruta terrestre que suponía la Via Portuense.
La escala fluvial de Portus adquirió una importancia cada vez mayor a lo largo del tiempo, alcanzando durante el reinado de Constantino I el Grande (313-314) la completa autonomía política y administrativa. De esta época data también la nueva denominación de Civitas Flavia Costantiniana Portuensis en honor al emperador, aunque la ciudad siguió conservando su nombre común de Portus Romae o Portus Urbis.
Debido a su importante posición estratégica, el puerto sufrió numerosas incursiones en el siglo VI durante la época de las invasiones germánicas, y posteriormente, las incursiones de los árabes en el siglo IX.

## Actualidad

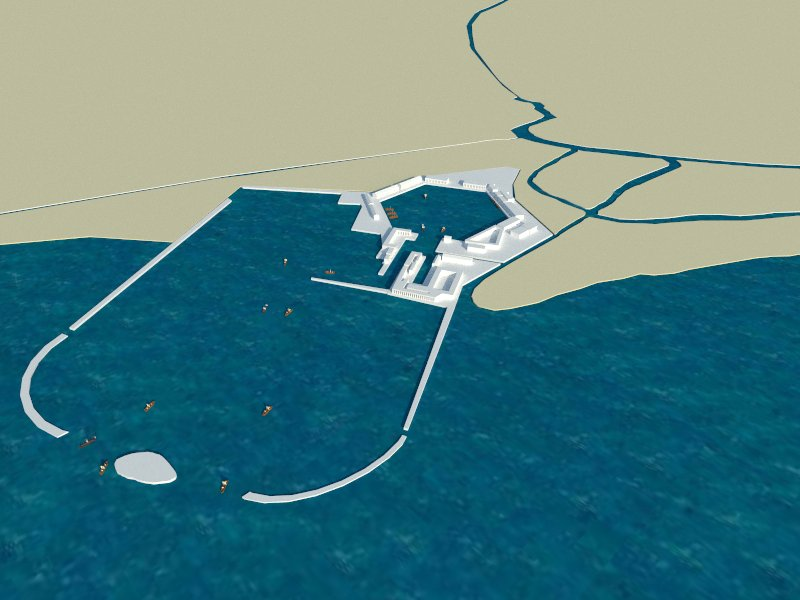
Reconstrucción del puerto de Ostia con la dársena hexagonal de Trajano y el antiguo puerto construido por Claudio.

El parque arqueológico de la actual localidad de Fiumicino constituye uno de los más interesantes de los alrededores de la capital romana, y sus restos reflejan la imagen de la antigua ciudad de Portus. Gracias a las numerosas campañas de excavación realizadas a lo largo de los años, se ha podido reconstruir la actividad de esta antigua ciudad portuaria al servicio de Roma, lugar fundamental también en época moderna, como evidencia su elección como episcopado. Se conserva una interesante muralla, y también una vasta necrópolis cerca de la cual se encuentran los restos del Templo de Portunno, situado en la frontera oriental de la ciudad, en dirección a la Via Portuense.
También cabe destacar el Museo de los Barcos, donde se conserva la estructura de algunas embarcaciones halladas durante las excavaciones, y también lo que queda de la ordenación de la ciudad que testimonia la continuidad de su tradición, como por ejemplo el edificio del Episcopado, recientemente restaurado.